# Dessau-Wörlitzer Elbauen
Die Dessau-Wörlitzer Elbauen sind ein FFH-Gebiet in den Städten Kemberg, Wittenberg, Coswig (Anhalt), Oranienbaum-Wörlitz und Dessau-Roßlau im Landkreis Wittenberg in Sachsen-Anhalt.

## Allgemeines
Das FFH-Gebiet ist circa 7593 Hektar groß (beim Bundesamt für Naturschutz ist die Größe mit 7649 Hektar angegeben). Es grenzt im Osten an das FFH-Gebiet „Elbaue zwischen Griebo und Prettin“ und im Westen an das hier auch als Naturschutzgebiet „Untere Mulde“ ausgewiesene FFH-Gebiet „Untere Muldeaue“ sowie das FFH-Gebiet „Kühnauer Heide und Elbaue zwischen Aken und Dessau“, das größtenteils durch einen Teil des Naturschutzgebietes „Mittelelbe zwischen Mulde und Saale“ gesichert ist. Im Südosten grenzt es kleinflächig an das FFH-Gebiet „Fliethbach-System zwischen Dübener Heide und Elbe“, östlich von Roßlau grenzt es kleinflächig an das FFH-Gebiet „Olbitzbach-Niederung nordöstlich Roßlau“ sowie in Roßlau ebenfalls kleinflächig an das FFH-Gebiet „Rossel, Buchholz und Streetzer Busch nördlich Roßlau“. Das FFH-Gebiet überlagert sich größtenteils mit dem EU-Vogelschutzgebiet „Mittlere Elbe einschließlich Steckby-Lödderitzer Forst“ und dem Landschaftsschutzgebiet „Mittlere Elbe“ und im Südosten mit dem Landschaftsschutzgebiet „Elbetal - Crassensee“. Teile des FFH-Gebietes sind als Naturschutzgebiet ausgewiesen: „Crassensee“, „Schönitzer See“, „Krägen-Riß“, „Saarenbruch-Matzwerder“ und „Untere Mulde“. Weiterhin liegen mehrere Naturdenkmale innerhalb des FFH-Gebietes. Das FFH-Gebiet ist durch die Landesverordnung zur Unterschutzstellung der Natura 2000-Gebiete im Land Sachsen-Anhalt (N2000-LVO LSA) seit dem 21. Dezember 2018 rechtlich gesichert. Zuständige untere Naturschutzbehörde ist der Landkreis Wittenberg.

## Beschreibung

Falschfarbenbild der Dessau-Wörlitzer Elbauen zwischen Dessau und Coswig mit Muldemündung aus DGM1-Daten

Das FFH-Gebiet liegt in etwa zwischen Dessau-Roßlau und Wittenberg im Biosphärenreservat Mittelelbe als Teil des Biosphärenreservats Flusslandschaft Elbe. Es erstreckt sich entlang der Elbaue vom Crassensee, einem Altarm der Elbe südöstlich von Coswig (Anhalt), bis zur Mündung der Mulde in die Elbe zwischen Roßlau und Dessau. Der südlich der Elbe liegende Teil des FFH-Gebietes liegt innerhalb des Gartenreichs Dessau-Wörlitz, einer gestalteten historischen Kulturlandschaft.
Die Aue der Elbe mit weit geschwungenen Mäandern, Altwassern, Flutrinnen und Kolken unterliegt größtenteils der natürlichen Gewässerdynamik. Das Gebiet stellt einen wertvollen Ausschnitt aus dem Mittelelbegebiet dar. Es wird von großflächigen Hartholzauwäldern und Wiesen geprägt. Weichholzauwälder sind in Form von Galeriewäldern entlang der Elbe ausgebildet.
Die Hartholzauwälder werden von Stieleiche, Gemeiner Esche, Feldahorn, Holzapfel, Wildbirne und Vogelkirsche aufgebaut. In der Krautschicht siedeln unter anderem Buschwindröschen, Gelbes Windröschen, Frühlingsplatterbse, Geflecktes Lungenkraut, Große Sternmiere und Behaarte Karde sowie seltener Wiener Blaustern, Gedenkemein und Knotenbeinwell. Die Weichholzauwälder werden von Silberweide, Fahlweide und Schwarzpappel geprägt. Dazu gesellen sich in der Strauchschicht Korb- und Mandelweide. Auf trockeneren Standorten wie den höher gelegenen Flächen an den Rändern der Elbniederung bzw. auf Dünen sind Eichen-Hainbuchenwälder ausgebildet. Sehr kleinflächig sind auch Buchenwälder ausgebildet.
Die Grünländer haben sich infolge der Nutzung als Mähwiesen, die weitgehend ohne Stickstoffdüngung auskommt, wieder zu artenreichen Wiesen entwickelt. Hier siedeln je nach Ausprägung unter anderem Vielblütiger Hainhahnenfuß, Goldhahnenfuß, Kleines Mädesüß, Brenndolde, Nordisches Labkraut, Gewöhnliche Wiesensilge, Kümmelblättrige Silge, Weidenblättriger Alant, Sibirische Schwertlilie, Langblättriger Ehrenpreis, Kantenlauch und Färberscharte bzw. Scharfer Hahnenfuß, Margerite, Wiesenglockenblume, Wiesenlabkraut, Echtes Labkraut. In die Grünländer sind oft Solitäreichen eingebettet, darunter viele knorrige Alteichen.
Ein rund 800 Hektar großer Bereich in der Elbaue nordwestlich von Vockerode wurde in den 2010er-Jahren im Rahmen des LIFE+-Projektes „Elbauen bei Vockerode“ naturschutzfachlich aufgewertet, indem Hartholzauwälder und Wiesenbereiche angelegt wurden. Rund 210 Hektar der Fläche wurde durch die Rückverlegung von Deichen wieder an Überflutungsdynamik der Elbe angeschlossen und steht nun als Retentionsfläche bei Elbehochwasser zur Verfügung.
In den Buhnenfeldern der Elbe sind Sand-, Kies- und Schlammbänke unter anderem mit Hirschsprung, Kleinem Flohkraut, Sumpfquendel, Braunem Zypergras, Wurzelnder Simse und Schlammling ausgebildet. In kleineren Fließgewässern und Gräben ist Wasservegetation mit Einfachem Igelkolben, Schwanenblume, Pfeilkraut, Durchwachsenem Laichkraut, Schwimmendem Laichkraut und Spiegelndem Laichkraut ausgebildet. Stillgewässer beherbergen eine artenreiche Wasservegetation mit Gelber Teichrose, Weißer Seerose, Wassernuss, Froschbiss, Krebsschere, Gewöhnlichem Schwimmfarn, Spitzblättrigem, Stumpfblättrigem und Haarblättrigem Laichkraut. Entlang der Elbe und an den Ufern anderer Gewässer im FFH-Gebiet sowie auch an Waldrändern sind Hochstaudenfluren ausgebildet.
Das Gebiet ist Lebensraum und Migrationskorridor für Biber und Fischotter. Der Biber hatte hier zu Beginn des 20. Jahrhunderts einen seiner letzten Rückzugsräume an der Elbe und besiedelte von hier weite Teile der Elbe und angrenzender Flüsse neu. Das Gebiet ist wertvoller Lebensraum einer artenreichen Fledermausfauna. So sind hier Mopsfledermaus, Große Bartfledermaus, Mückenfledermaus, Wasserfledermaus, Großer Abendsegler und Kleiner Abendsegler heimisch.
Die Elbe beherbergt unter anderem Rapfen, Barbe, Stromgründling, Flussneunauge und Lachs. In einigen Gräben bzw. der Elbe oder der Mulde zufließender Bäche sind Schlammpeitzger, Steinbeißer und Bachneunauge zu finden. In der Elbaue leben unter anderem Eremit, Großer Eichenbock und Hirschkäfer, für die die Alteichen geeignete Lebensräume sind. Libellen sind unter anderem durch Grüne Flussjungfer, Asiatische Keiljungfer und Grüne Mosaikjungfer vertreten. Das Gebiet ist wichtiger Lebensraum für verschiedene Vogelarten, darunter Seeadler, Fischadler, Rotmilan, Schwarzmilan, Rohrweihe, Wanderfalke, Mittelspecht und Kranich. Weiterhin ist es Nahrungshabitat für Weiß- und Schwarzstorch.
Das FFH-Gebiet wird von der Bundesautobahn 9 gequert. Im Westen grenzt es an die Bundesstraße 184. Südlich von Coswig (Anhalt) verläuft die Kreisstraße 2376 mit der Elbefähre Coswig (Anhalt) durch das FFH-Gebiet.